# Asnières-sur-Blour

Asnières-sur-Blour este o comună în departamentul Vienne, Franța. În 2009 avea o populație de 214 de locuitori.